# 渡辺勝三郎

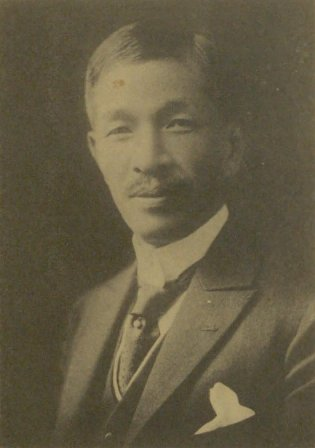
渡辺勝三郎

渡辺 勝三郎（わたなべ かつさぶろう、1872年2月12日（明治5年1月4日） - 1940年（昭和15年）9月24日）は、日本の内務省官僚。岡山県井原町（現井原市）出身。従三位勲二等。

## 経歴
岡山藩士・小姓格、渡辺徳一郎の三男として生まれる。岡山中学、早稲田専門学校、共立学校、第一高等学校を経て、1896年（明治29年）7月、帝国大学法科大学法律学科（英法）を卒業。内務省に入り内務属となり県治局に配属。同年11月、文官高等試験に合格。奈良県参事官、広島県参事官、福島県書記官、和歌山県・香川県の各第一部長兼第三部長、香川県・京都府の各内務部長などを歴任。
1908年（明治41年）7月から1914年（大正3年）4月まで徳島県知事を務め、内務省地方局長に転じた。1917年（大正6年）12月から1919年（大正8年）4月まで新潟県知事、同年4月から1921年（大正10年）5月まで長崎県知事知事をそれぞれ務めた。
1922年（大正11年）11月より横浜市長を務め、関東大震災後の復興につとめた。市長退職後の1925年（大正14年）から1928年（昭和3年）まで東洋拓殖株式会社総裁を務めた。1932年（昭和7年）9月27日、錦鶏間祗候を仰せ付けられた。その後、1936年（昭和11年）4月、高松宮家別当、1937年（昭和12年）に宮中顧問官に就任。墓所は雑司ヶ谷霊園。

## 栄典
- 1915年（大正4年）11月10日 - 大礼記念章[2]
- 1916年（大正5年）
  - 1月19日 - 旭日中綬章[3]
  - 4月1日 - 勲二等瑞宝章[4]
- 1940年（昭和15年）8月15日 - 紀元二千六百年祝典記念章[5]

## 親族
- 妻・渡辺ミサオ ‐ 父は陸軍軍医監で南亜公司常務などを務めた松本三郎
- 二男・渡辺次郎 ‐ 内務省官吏
- 四男・渡辺和夫 ‐ 鉄道省官吏。岳父に宇垣一成